# Phyllotocus laterofuscus
Phyllotocus laterofuscus är en skalbaggsart som beskrevs av Lea 1919. Phyllotocus laterofuscus ingår i släktet Phyllotocus och familjen Melolonthidae. Inga underarter finns listade i Catalogue of Life.